# Laelia colombiana
Laelia colombiana är en orkidéart som beskrevs av Julian Mark Hugh Shaw. Laelia colombiana ingår i släktet Laelia och familjen orkidéer. Inga underarter finns listade i Catalogue of Life.